# بوتیمار آفتابی
بوتیمار آفتابی(نام علمی: Eurypyga helias) نام یک گونه از راسته آفتاب‌بوتیمارسانان است.